# بوریس کافمن
بوریس کافمن (روسی: Бори́с Абра́мович Ка́уфман؛ ۲۴ اوت ۱۸۹۷ – ۲۴ ژوئن ۱۹۸۰) یک فیلم‌بردار اهل روسیه بود.
وی برنده جوایزی همچون جایزه اسکار بهترین فیلمبرداری شده‌است.

## فیلم‌شناسی
بوریس کافمن فیلمبرداری فیلم‌های زیر را به عهده داشته‌است.
- در بارانداز (۱۹۵۴)
- بیبی دال (۱۹۵۶)
- ۱۲ مرد خشمگین (۱۹۵۷)
- همیشه در فرار (۱۹۵۹)
- اون جور زن (۱۹۵۹)
- شکوه علفزار (۱۹۶۱)
- سفر طولانی به‌سوی شب (۱۹۶۲)
- گروبردار (۱۹۶۴)
- فیلم (۱۹۶۵)
- گروه (۱۹۶۶)
- بای‌بای برورمن (۱۹۶۸)